# Around the World (canción de 1956)
"Around the World"  es una canción  escrita por Harold Adamson y Victor Young fue el tema principal de la película  La vuelta al mundo en 80 días de 1956. En la película, solo apareció una versión instrumental de la canción, no obstante la versión vocal se ha convertido en la versión más conocida, la grabación de Bing Crosby fue el lado B de la versión de Victor Young en 1957 y fue estrenado en el Festival SP45-1274 en Australia, la versión  de Crosby fue un éxito de cartografía conjunta ocupó el puesto # 13 en las listas de Billboard de 1957, además Young recibió el Premio de la Academia a la mejor música, puntuación de una película dramática o de comedia a título póstumo debido a que falleció meses después del estreno de la película.

## Versiones grabadas
La canción ha sido grabada por varios cantantes entre ellos:
- Bing Crosby (Billboard top hit (# 25) en 1957 , n.º 5 hit en el Reino Unido)[3]
- Frank Sinatra , en Come Fly with Me 1958 Capitol LP, arr & cond Billy May.
- Andre Rieu , en el álbum Romantic Moments II
- Nat King Cole - grabado el 8 de agosto de 1957.[5]
- Ray Conniff - incluido en el EP Ray Conniff Around the World (1963).
- Connie Francis - incluida en su álbum Connie Francis canta "Never on Sunday" (1961).
- Karen Akers
- John Arpin
- Nora Aunor
- Brook Benton (en el álbum "Endlessly" - 1959)
- Stanley Black
- Liam Burrows
- Alvin and The Chipmunks - en una versión acelerada para su canción The Chipmunk Song (Christmas Don't Be Late) (1958).
- The Chordettes - por su álbum Never on Sunday(1962).
- La orquesta del salón de baile de Columbia
- Sam Cooke - incluido en su álbum de canciones de Sam Cooke (1958)
- Gracie Fields (n.º 8 en el Reino Unido  )
- Eddie Fisher - un lanzamiento individual de 1956.[6]
- Buddy Greco - un solo lanzamiento en 1963.
- Ronnie Hilton (n.º 4 en el Reino Unido  )
- Harry James
- Joni James - incluido en el álbum 100 Strings & Joni in Hollywood (1961).
- Jonás Jones
- James Last
- Steve Lawrence - por su álbum ¡Ganadores! (1963)
- Brenda Lee - por su álbum Emotions (1961)
- La Orquesta de Mantovani ( Billboard top hit (# 12) en 1957 , n.º 20 hit en el Reino Unido  )
- Las hermanas McGuire
- Bette Midler para el álbum en vivo " Live At Last " (1977).
- Matt Monro : incluido en su álbum From Hollywood with Love (1964).
- Jane Morgan y The Troubadours - incluida en su álbum Fascination (1957).
- Emile Pandolfi
- André Prévin
- Louis Prima
- George Sanders
- Las Shirelles
- Kay Starr - en su álbum Movin '! (1959)
- The Supremes : una grabación de 1965 incluida en la versión ampliada en CD de Hay un lugar para nosotros(2004)
- Paul Sullivan
- Los ocaso
- Billy Vaughn
- Bobby Vinton - por su álbum Drive-In Movie Time(1965).
- Lawrence Welk y su orquesta ( Las hermanas Lennon lo cantaron en "The Lawrence Welk Show").
- Calum Scott para la banda sonora de la miniserie de Hulu, " Cuatro bodas y un funeral ". (2019)

## Cultura popular
La canción aparece varias veces  largo de la película de animación japonesa de 2015 The Anthem of the Heart .
La canción aparece en la segunda temporada , episodio 6 de The Marvelous Mrs.Maisel .